# Флоренс (округ, Південна Кароліна)
Шаблон:StateAbbr_ 34°01′ пн. ш. 79°43′ зх. д. / 34.02° пн. ш. 79.71° зх. д.
Округ Флоренс (англ. Florence County) — округ (графство) у штаті Південна Кароліна, США. Ідентифікатор округу 45041.

## Історія
Округ утворений 1888 року.

## Демографія
За даними перепису 
2000 року 
загальне населення округу становило 125761 осіб, зокрема міського населення було 72975, а сільського — 52786.
Серед мешканців округу чоловіків було 59099, а жінок — 66662. В окрузі було 47147 домогосподарств, 33798 родин, які мешкали в 51836 будинках.
Середній розмір родини становив 3,08.
Віковий розподіл населення поданий у таблиці:
| Стать    | До 15 років | 15-21 | 22-29 | 30-39 | 40-49 | 50-65 | 65-85 | Понад 85 |
| -------- | ----------- | ----- | ----- | ----- | ----- | ----- | ----- | -------- |
| Чоловіки | 13641       | 6473  | 6286  | 8589  | 9008  | 9514  | 5164  | 424      |
| Жінки    | 13272       | 6647  | 6996  | 9659  | 10151 | 10688 | 7876  | 1373     |

## Суміжні округи
- Марльборо — північ
- Діллон — північ
- Меріон — схід
- Вільямсберг — південь
- Клерендон — південний захід
- Самтер — південний захід
- Лі — захід
- Дарлінгтон — північний захід

## Виноски
1. ↑  U.S. Decennial Census. United States Census Bureau. Архів оригіналу за 26 квітня 2015. Процитовано 17 березня 2015.
2. ↑  Historical Census Browser. University of Virginia Library. Архів оригіналу за 11 серпня 2012. Процитовано 17 березня 2015.
3. ↑  Forstall, Richard L., ред. (27 березня 1995). Population of Counties by Decennial Census: 1900 to 1990. United States Census Bureau. Процитовано 17 березня 2015.
4. ↑  Census 2000 PHC-T-4. Ranking Tables for Counties: 1990 and 2000 (PDF). United States Census Bureau. 2 квітня 2001. Процитовано 17 березня 2015.
5. ↑  State & County QuickFacts. United States Census Bureau. Архів оригіналу за 6 червня 2011. Процитовано 23 листопада 2013. [Архівовано 2011-06-06 у Wayback Machine.](англ.) Наведено за англійською вікіпедією.
6. ↑  American FactFinder. Бюро перепису населення США. Архів оригіналу за 26 лютого 2012. Процитовано 31 січня 2008. [Архівовано 2008-05-21 у Wayback Machine.]

| США | Це незавершена стаття з географії США. Ви можете допомогти проєкту, виправивши або дописавши її. |